# Ročno premeščanje bremen
Ročno premeščanje bremen je uporaba človeškega telesa za dvigovanje, spuščanje, nakladanje, razkladanje ali prenašanje bremen. Breme je lahko živo (človek ali žival) ali neživo (predmet). Večina proizvodnih ali distribucijskih sistemov zahteva nekaj ročnega premeščanja. Kljub upadanju v zadnjem času je stopnja delavcev v EU-25, ki prenašajo ali premikajo težka bremena še vedno visoka (34.5%), in dosega 28.0% v EU-10. Če je takšno delo izvajano nepravilno ali v pretiranem obsegu, so lahko delavci izpostavljeni faktorjem fizične nevarnosti, utrujenosti in poškodbam. Obstaja veliko tehnik in orodij za ročno premeščanje bremen, ki pomagajo ublažiti te potencialne težave.

## Nevarnosti ročnega premeščanja bremen
Vsako delovno mesto, ki vključuje težko delo ali ročno premeščanje materiala lahko vsebuje visoko tveganje za poškodbe pri delu. Ročno premeščanje bremen pomeni predvsem dvigovanje, a običajno vključuje tudi vzpenjanje, potiskanje, vleko in zasuk, kar vse povzroča tveganje za poškodbe hrbta. Takšno delo prispeva k velikemu deležu 1.1 milijona primerov kostno-mišičnih obolenj, letno prijavljenih v Združenih državah Amerike. Kostno-mišična obolenja pogosto vključujejo natege in zvine spodnjega dela hrbta, ramen in zgornjih okončin. Potencialne škodljive naloge vključujejo pripogibanje in sukanje, ponavljajoče se gibe, nošenje ali dvigovanje težkih bremen in zadrževanje istega položaja daljše časovno obdobje. Delo v takih pogojih lahko vodi v poškodbe mišic, tetiv, vezi, živcev in krvnih žil.

## Tehnike varnega premeščanja
Z upoštevanjem principov ergonomije lahko bistveno zmanjšamo število poškodb, ter povečamo produktivnost dela.

### Dvigovanje
Nepravilno dvigovanje težjih bremen lahko povzroči zdrs medvretenčne ploščice v področju ledvenih vretenc. Da bi preprečili takšne poškodbe, moramo upoštevati nekatera pravila ergonomskega dviganja bremen. Breme držimo čim bliže telesu, ter blizu težišča telesa. Stopala ob dvigu naj bodo v diagonalnemm položaju. Breme ne dvigamo naravnost s tal, ampak ga najprej podložimo, šele nato dvignemo.

### Vzpenjanje po stopnicah ali lestvi
Po stopnicah prenašamo bremenatako, da se podlage dotikamo v treh točkah, z obema nogama in eno roko. Po lestvi plezamo z bremenom tako, da se z obema rokama in eno nogo istočasno dotikamo delov lestve. Pri prenašanju zajetnejših bremen po stopnicah nem mora pomagati še vsaj ena oseba, sicer za tako delo uporabimo mehanske pripomočke.

### Potiskanje in vlečenje
Ročno premeščanje bremen včasih zahteva potiskanje ali vleko bremen. Potiskanje je v glavnem manj naporno za hrbet, kot vleka. Pri tem je pomembno, da uporabimo obe roki in nogi, da breme začnemo premikati.

### Obračanje
Ob prekladanju bremen se je treba obračati s celim telesom, namesto zasukov v ledvenem delu hrbtenice. Ledja slabo prenašajo zasuk in torzijske obremenitve.